# Хосе Вега Перугорія
Хосе Ве́га Перугорія (ісп. José Vega Perugorría; нар. 18 травня 1917, Санта-Люсія — пом. 2000, Мендоса) — аргентинський вчений в галузі виноградарства; член Італійської академії виноградарства і виноробства.

## Біографія
Народився 18 травня 1917 року в місті Санта-Люсія (провінція Коррієнтес, Аргентина).
Працював професором виноробства та регіональним директором сільськогосподарського ліцею в Мендосі. Як інженер-агроном за контрактом працював в Перу, Чилі, Уругваї, Бразилії, Болівії, Південній Африці, Канаді, США.
Автор понад 170 наукових праць переважно з екології винограду в Європі та Америці та з боротьби з філоксерою.
Помер в Мендосі у 2000 році.